# Вулиця Олени Теліги (Житомир)
Вулиця Олени Теліги  — вулиця в Богунському районі міста Житомир.
Названа на честь борчині за волю України, поетеси, публіцистки, діячки ОУН Олени Теліги.

## Розташування
Бере початок від перехрестя вулиць Радонової, Зв'язківців і Святого Йоана Павла II та прямує на північний захід, до перетину з Березівською вулицею, паралельно до Родини Гамченків. Перетинається з вулицями Кармелюка та Каховською, провулками Уласа Самчука, 3-м Західним, Василя Кука, Василя Стуса, Івана Багряного та 6-м Західним.
Довжина вулиці — 1 км.

## Історія
Попередня назва — вулиця Чкалова. Відповідно до розпорядження Житомирського міського голови від 19 лютого 2016 року № 112 «Про перейменування топонімічних об'єктів та демонтаж пам'ятних знаків у м. Житомирі», перейменована на вулицю Олени Теліги.

## Транспорт
- Автобус № 30